# Liste der Nummer-eins-Hits in den Rhythmic Airplay Charts (1999)
| Singles |
| --- |
| - Brandy – Have You Ever? - 9 Wochen (12. Dezember 1998 – 19. Februar 1999) - Monica – Angel of Mine - 1 Woche (20. Februar – 26. Februar) - TLC – No Scrubs - 15 Wochen (27. Februar – 11. Juni) - Ricky Martin – Livin’ La Vida Loca - 1 Woche (12. Juni – 18. Juni) - 702 – Where My Girls At - 3 Wochen (19. Juni – 9. Juli, insgesamt 5 Wochen) - Jennifer Lopez – If You Had My Love - 2 Wochen (10. Juli – 23. Juli) - 702 – Where My Girls At - 2 Wochen (24. Juli – 6. August, insgesamt 5 Wochen) - Christina Aguilera – Genie in a Bottle - 10 Wochen (7. August – 10. Oktober) - Lou Bega – Mambo No. 5 - 2 Wochen (11. Oktober – 29. Oktober) - Brian McKnight – Back At One - 4 Wochen (30. Oktober – 26. November) - Blaque – Bring It All To Me - 6 Wochen (27. November 1999 – 7. Januar 2000) |